# أولاد عياد (بني زرنتل)
أولاد عياد هي إحدى مشيخات المملكة المغربية، تتبع جغرافيا لإقليم خريبكة وإداريًا لبني زرنتل. يقدر عدد سكانها بـ 23163 نسمة حسب الإحصاء الرسمي للسكان والسكنى لسنة 2004.